# バール (単位)
バール（英語: bar）は、圧力の単位である。105 Pa に等しい。メートル法系の単位であるが、MKS単位系とCGS単位系のどちらにおいても一貫性のない単位である。また、メートル法から発展した国際単位系（SI）にも含まれない非SI単位であり、SIの国際文書では、第8版（2006年）までは「その他の非SI単位」として記載されていたが、現行の第9版（2019年）から全く記載されていない。
かつて気象分野ではバールの 1/1000 であるミリバール（記号: mbar）が使われたが、ヘクトパスカル（記号: hPa）に置き換えられた。
日本では、計量法においてバールを基本的な計量単位として位置付けており、使用分野を特に限定していない。計量法の改正により圧力の単位は1992年12月から国際単位系 (SI) であるパスカルを使用することになった。

## 定義と大きさ
元々のバールの定義は、106 ダイン（記号: dyn）（1メガダイン）の力が 1平方センチメートル（cm2）の面積に作用する時の圧力であった。これは 1 atm（1気圧）にできるだけ近い値として定められたものである。正確には 1 atm = 1.013 25 bar = 1013.25 mbar = 1013.25 hPa である。約 1.3 % の差があるが、気圧計の測定精度を考えると実用上はほぼ同じとみなせる。
これはCGS単位で表すと 1 bar = 106 b = 106 dyn/cm2、MKS単位 (SI) で表すと  1 bar = 105 Pa = 105 N/m2 である。
1気圧にほぼ等しい単位として定められたため、CGS単位系においてもSIにおいても、基本単位だけから組み立てることはできず、10の冪の係数が付く（一貫性がない）。このため非SI単位である。

## 単位記号
バールの単位記号は、barである。
ミリバールの単位記号は mb とすることもあったが、バール単独、あるいは他の派生単位中のバールを b とすることはあまりなかった。なお b は本来は、バリ (barye) の記号である。

## 歴史
1911年、気象学者V・ビヤークネスが提唱し、1914年から気象通報に使われ始めた。
バールの名は、重さを意味する ギリシア語: βάρος（báros）に由来する。同じ語源の単位にCGS単位系の圧力の単位バリ (barye) があり、かつてはそれをバールと呼ぶこともあった。
日本の気象分野では、古くは水銀柱ミリメートル（mmHg）が使われていたが、1945年からミリバール（mbar）に切替えられ、更に1992年12月にヘクトパスカル （hPa）に切替えられた。
国際単位系の公式の国際文書では、1970年から1991年までは暫定的に使用できる単位、1998年には現今では使用できる単位、2006年にはその他の非SI単位と位置づけられていたが、2019年の第9版においては全く認められなくなった。
アメリカでは現在もミリバール（mbar）が使われている。

### ヘクトパスカルの採用理由
ミリバールからの変更に際し、本来ならば他の単位と同じように、103 ごとのSI接頭語を用いて、キロパスカル (kPa) に移行し、例えば 1000 ミリバール → 100 キロパスカルとすべきところである。しかし気象関係者の要望により、通常はほとんど使われないSI接頭語である「ヘクト」を用いて、ヘクトパスカル (hPa) が採用された。
1 bar = 105 Pa なので、1 mbar = 10−3 bar = 10−3 × 105 Pa = 102 Pa = 1 hPa となり、ヘクトパスカルはミリバールに等しい。したがってミリバールからヘクトパスカルへの移行の場合、数値がそのまま使える。またキロパスカルにすると従来と数値が変わってしまい、さらにこれまでの膨大な量のデータをすべて変換しなければならず(当時は現在のような高性能なコンピュータがなく変換は手作業で行わなければならなかった)キロパスカルへの変換は現実的に困難でありやむを得ずヘクトパスカルを採用し従来のミリバールと数値を合わせた。これがキロパスカルが採用されず、ヘクトパスカルが採用された理由である。

## 派生単位
かつては倍量単位としてはメガバール Mbar、キロバール kbar が、分量単位としてはミリバール mbarがよく使われた。絶対圧であることを明示した bara、ゲージ圧であることを明示した barg も使われた。

## 符号位置
| 記号 | Unicode | JIS X 0213 | 文字参照          | 名称       |
| ---- | ------- | ---------- | ----------------- | ---------- |
| ㍴   | U+3374  | -          | &#x3374; &#13172; | SQUARE BAR |